# Liste der Bischöfe von Gap
Die folgenden Personen waren Bischöfe von Gap:
- Demeter (Ende des 1. Jh.)
- Tigride (4. Jh.)
- Remede (394–419)
- Konstantin (439)
- Constance (517–529)
- Vellesius (541–554)
- Sagittaire (560?–578)
- Arey (579–610?)
- Valaton (610?–614)
- Potentissime (650?)
- Symphorien (700?)
- Donadieu (788)
- Biraco (879–879)
- Castus (950)
- Hugo I. (971–1010?)
- Feraud de Nice(1010–1040)[1]
- Rudolf (1044–1050)
- Ripert (1053–1060)
- Arnoux (1065–1078?)[2]
- Laugier I. (1079–1081)
- Odilon (1085?)
- Isoard (1090?–1105)
- Laugier II. (1106–1122)
- Pierre Grafinel (1122–1130)
- Wilhelm I. (1131–1149)
- Raimond (1150–1156)
- Gregor (1157–1180)
- Wilhelm II. (1180–1188)
- Friedrich (1198–1199)
- Guillaume de Gières (1199–1211)
- Hugo II. (1215–1217)
- Guigues (1217–1219)
- Guillaume d’Esclapon (1219–1235) (auch Abt von Lérins)
- Robert (1235–1251)
- Othon de Grasse (1251–1281)
- Raimond de Mévouillon (1282–1289)
- Geofroi de Lincel (1289–1315)
- Olivier de Laye (1315–1316)
- Bertrand de Lincel (1316–1318)
- Guillaume d’Étienne (1318–1328)
- Dragonnet de Montauban (1328–1349)
- Henri de Poitiers (1349–1353) (Haus Poitiers-Valentinois)
- Gilbert de Mendegaches ([1353]-1357) (auch Bischof von Saint-Pons de Thomières)
- Jacques de Deaux (1357–1362) (vorher Bischof von Montauban und Nîmes)
- Guillaume de Marcossey (1362–1366)
- Jacques Artaud (1366–1399)
- Raimond de Bar (1399–1404)
- Jean des Saints (1404–1409) (danach Bischof von Meaux)
- Antoine Juvénis (1409–1411?)
- Alexis de Siregno (1409–1411)
- Laugier Sapor (1411–1429)
- Guillaume de Forestier (1429–1442) (vorher Bischof von Maguelonne)
- Gaucher de Forcalquier (1442–1484)
- Gabriel de Sclafanatis (1484–1526)
- Gabriel de Clermont (1526–1571) (Haus Clermont-Tonnerre)
- Pierre Paparin (1572–1600)
- Charles-Salomon du Serre (1600–1637)
- Arthur de Lionne (1639–1662)
- Pierre Marion (1662–1675)
- Guillaume de Meschatin (1677–1679)
- Victot de Méliand (1680–1692) (dann Bischof von Alet)
- Charles-Béningne Hervé (1692–1705)
- François de Malissoles (1706–1738)
- Claude de Cabane (1739–1741)
- Jacques-Marie de Caritat de Condorcet (1741–1754) (dann Bischof von Auxerre und Lisieux)
- Pierre-Annet de Pérouse (1754–1763)
- François de Narbonne-Lara (1764–1774) (dann Bischof von Evreux)
- François de Jouffroy (1774–1777)
- Jean-Baptiste-Marie de Maillé de la Tour-Landry (1778–1784) (dann Bischof von Saint Papou, später Bischof von Rennes)
- François de Vareille (1784–1801)
- Sedisvakanz
- François-Antoine Arbaud (1823–1836)
- Nicolas-Augustin de la Croix d’Azolette (1836–1839) (dann Erzbischof von Auch)
- Louis Rossat (1840–1844) (dann Bischof von Verdun)
- Jean-Irénée Depéry (1844–1861)
- Victor-Félix Bernadou (1862–1867) (dann Erzbischof von Sens (-Auxerre) und Kardinal)
- Aimé-Victor-François Guilbert (1867–1879) (dann Bischof von Amiens)
- Marie-Ludovic Roche (1879–1880)
- Jean-Baptiste-Marie-Simon Jacquenet (1881–1883) (dann Bischof von Amiens)
- Louis-Joseph-Jean-Baptiste-Léon Gouzot (1883–1887) (dann Erzbischof von Auch)
- Jean-Alphonse Blanchet (1887–1888)
- Prosper-Amable Berthet (1889–1914)
- Gabriel-Roch de Llobet (1915–1925) (dann Koadjutorerzbischof und später Erzbischof von Avignon (-Apt, Cavaillon, Carpentras, Orange und Vaison))
- Jules Saliège (1925–1928) (dann Erzbischof von Toulouse (-Narbonne) und Kardinal)
- Camille Pic (1928–1932) (dann Bischof von Valence)
- Auguste-Callixte-Jean Bonnabel (1932–1961) (dann Titularbischof von Zuri)
- Georges Jacquot (1961–1966) (später Erzbischof von Marseille)
- Robert Coffy (1967–1974) (dann Erzbischof von Albi, später Erzbischof von Marseille und Kardinal)
- Pierre Bertrand Chagué (1975–1980)
- Raymond Gaston Joseph Séguy (1981–1987) (dann Bischof von Autun)
- Georges Lagrange (1988–2003)
- Jean-Michel di Falco (2003–2017)
- Xavier Malle (seit 2017)